# Драфт ВНБА 1998 года
Драфт ВНБА 1998 года прошёл 28 апреля, в среду, в студии развлечений НБА (англ. NBA Entertainment Studios) в городке Секокус, штат Нью-Джерси. К участию в драфте были допущены игроки после окончания колледжа и игроки-иностранцы. Так как лотерея драфта стала проводиться только с 2002 года, право выбора под первым номером получила последняя команда прошедшего сезона «Юта Старз», который она использовала на 24-летнюю польскую центровую Марго Дыдек, ранее выступавшую в чемпионате Испании за «Пул Хетафе».
В сезоне 1998 года приняло участие десять клубов, на два больше, чем в прошедшем, потому что в межсезонье ВНБА пополнило сразу две команды: «Детройт Шок» и «Вашингтон Мистикс». В результате увеличения количества команд в ассоциации состоялся так называемый драфт расширения, который прошёл 18 февраля 1998 года. Кроме того четыре баскетболистки, Синди Браун, Разия Муянович, Никки Маккрей и Алессандра Сантос де Оливейра, были распределены перед драфтом расширения, 27 января.
Всего на этом драфте было выбрано 40 баскетболисток, из них 28 из США, 3 из Болгарии (Полина Цекова, Гергена Бранзова и Альбена Бранзова), 2 из Австралии (Рэйчел Спорн и Сэнди Бронделло) и по одной из Польши (Марго Дыдек), Португалии (Тиша Пенишейру), Хорватии (Кори Хледе), России (Мария Степанова), Словакии (Андреа Куклова), Швеции (Таня Костич) и Испании (Амайя Вальдеморо). Форвард Эллисон Фистер за время своей спортивной карьеры шесть лет отыграла в чемпионате Франции, после чего приняла гражданство этой страны.

## Легенда к драфту
|  | Выделены игроки, выбранные в Баскетбольный зал славы                      |
|  | Выделены участники Матча всех звёзд ВНБА и игроки сборной всех звёзд ВНБА |
|  | Выделены участники Матча всех звёзд ВНБА                                  |
|  | Выделены игроки сборной всех звёзд ВНБА                                   |
|  | Выделены игроки, не игравшие в ВНБА                                       |

## Драфт расширения

### Распределение игроков перед драфтом расширения

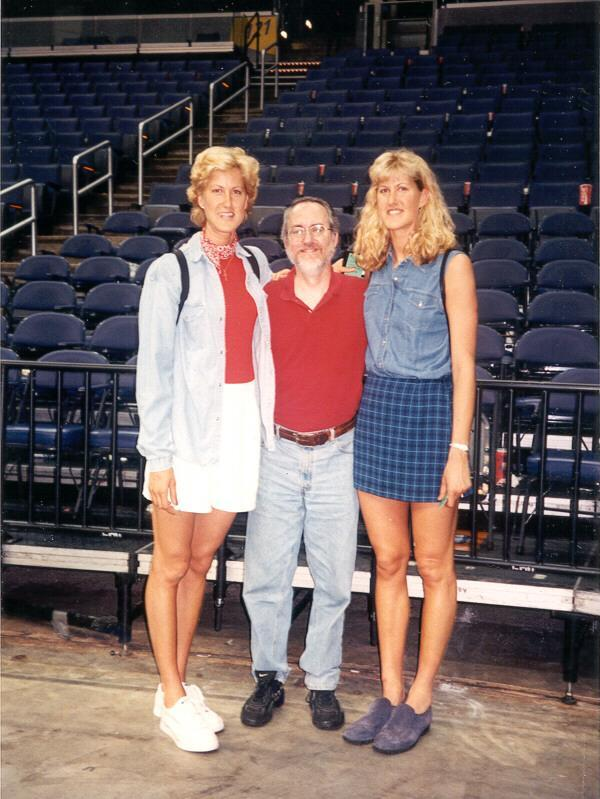
Хейди Бёрдж (слева), 2-й номер драфта расширения

| Выбор | Игрок                         | Позиция   | Гражданство          | Новая команда     | Бывшая команда        | Университет                             |
| ----- | ----------------------------- | --------- | -------------------- | ----------------- | --------------------- | --------------------------------------- |
| 1     | Синди Браун                   | Форвард   | США                  | Детройт Шок       | Сиэтл Рейн (АБЛ)      | Университет штата Калифорния в Лонг-Бич |
| 2     | Разия Муянович                | Центровая | Босния и Герцеговина | Детройт Шок       | Пул Коменсе           | —                                       |
| 3     | Никки Маккрей                 | Защитник  | США                  | Вашингтон Мистикс | Коламбус Квест (АБЛ)  | Университет Теннесси                    |
| 4     | Алессандра Сантос де Оливейра | Центровая | Бразилия             | Вашингтон Мистикс | Каффе Барбера Мессина | —                                       |

### Драфт расширения
| Выбор | Игрок         | Позиция             | Гражданство | Новая команда     | Бывшая команда      | Университет                             |
| ----- | ------------- | ------------------- | ----------- | ----------------- | ------------------- | --------------------------------------- |
| 1     | Ронда Блейдс  | Защитник            | США         | Детройт Шок       | Нью-Йорк Либерти    | Университет Вандербильта                |
| 2     | Хейди Бёрдж   | Форвард             | США         | Вашингтон Мистикс | Лос-Анджелес Спаркс | Виргинский университет                  |
| 3     | Таяма Абрахам | Центровая           | США         | Детройт Шок       | Сакраменто Монархс  | Университет Джорджа Вашингтона          |
| 4     | Пенни Мур     | Форвард             | США         | Вашингтон Мистикс | Шарлотт Стинг       | Университет штата Калифорния в Лонг-Бич |
| 5     | Тара Уильямс  | Защитник            | США         | Детройт Шок       | Финикс Меркури      | Обернский университет                   |
| 6     | Дебора Картер | Форвард             | США         | Вашингтон Мистикс | Юта Старз           | Университет Джорджии                    |
| 7     | Линетт Вудард | Защитник            | США         | Детройт Шок       | Кливленд Рокерс     | Канзасский университет                  |
| 8     | Тэмми Джексон | Форвард / Центровая | США         | Вашингтон Мистикс | Хьюстон Кометс      | Флоридский университет                  |

## Основной драфт

### Первый раунд

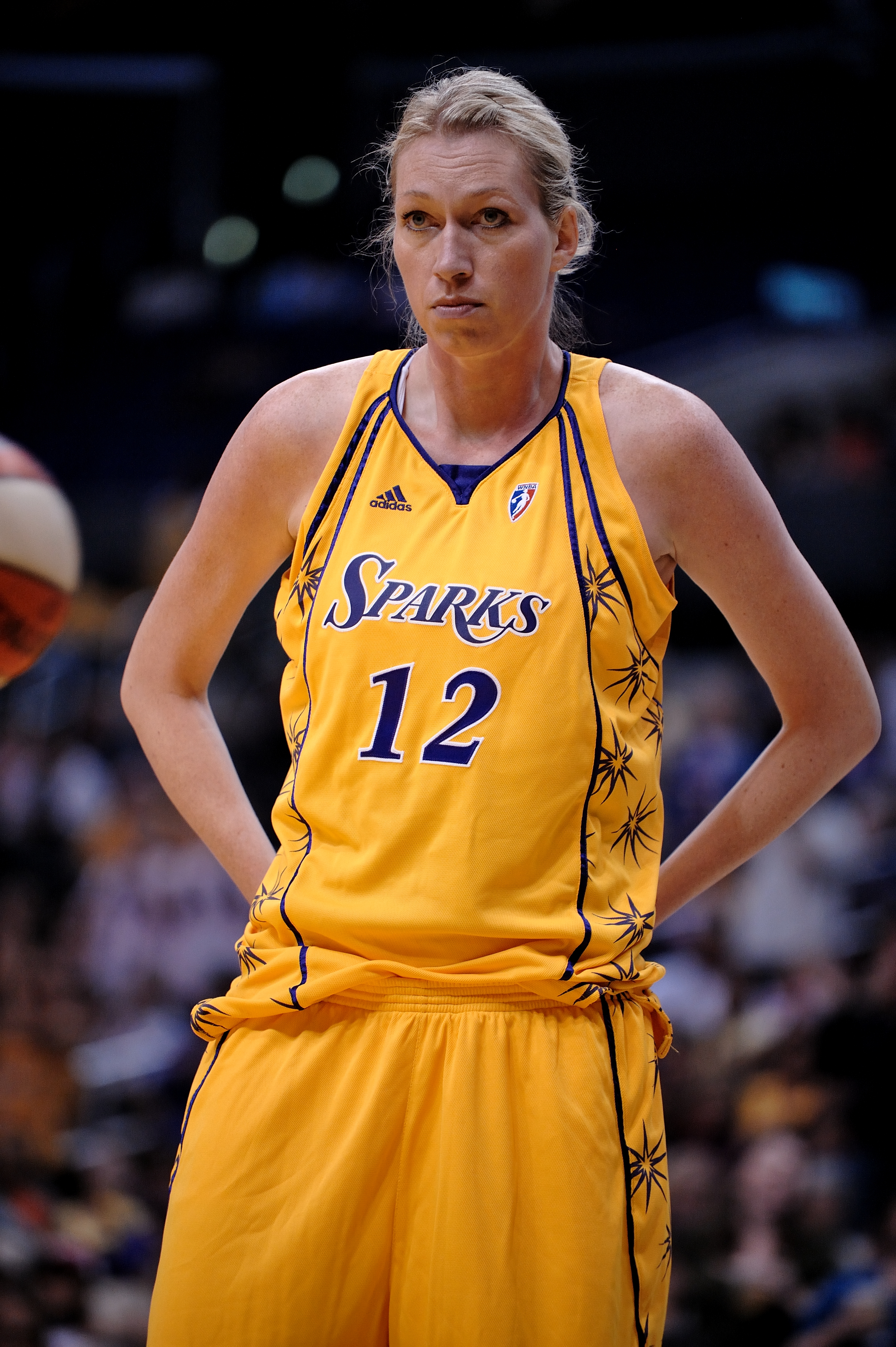
Марго Дыдек, 1-й номер драфта

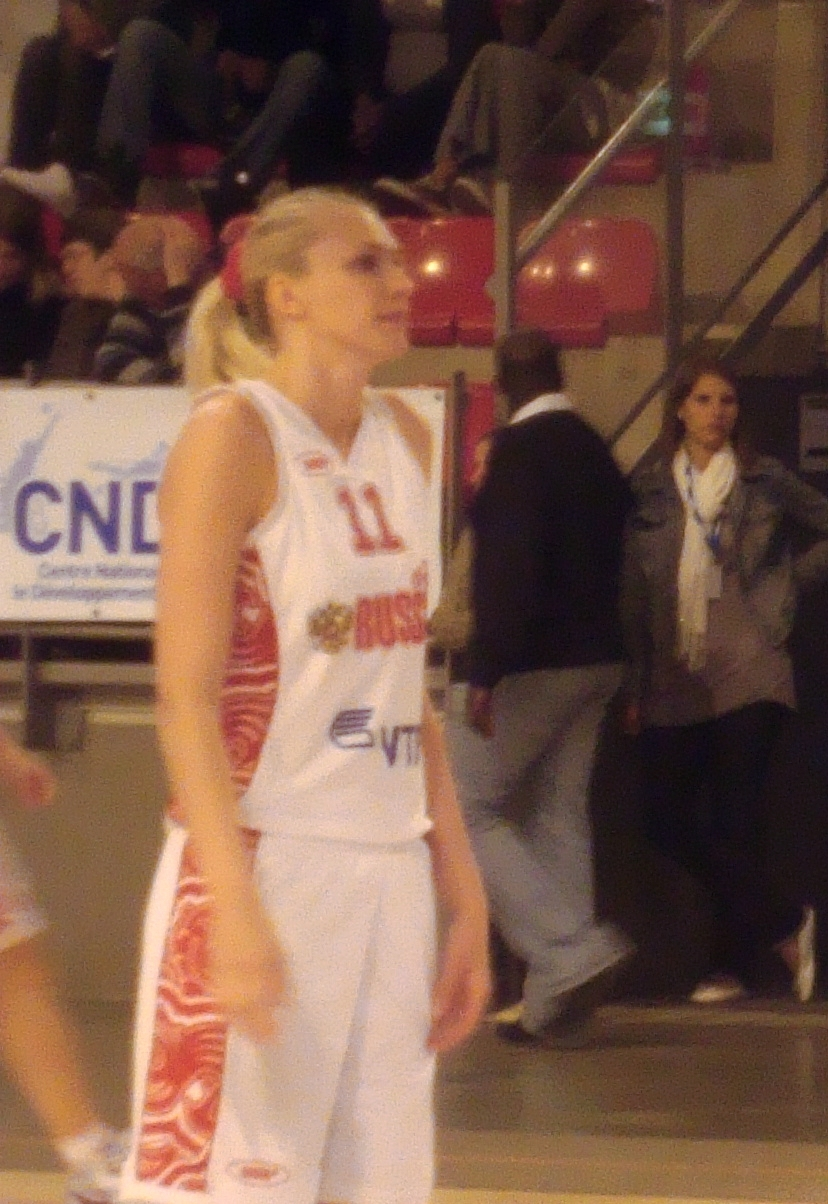
Мария Степанова, 8-й номер драфта

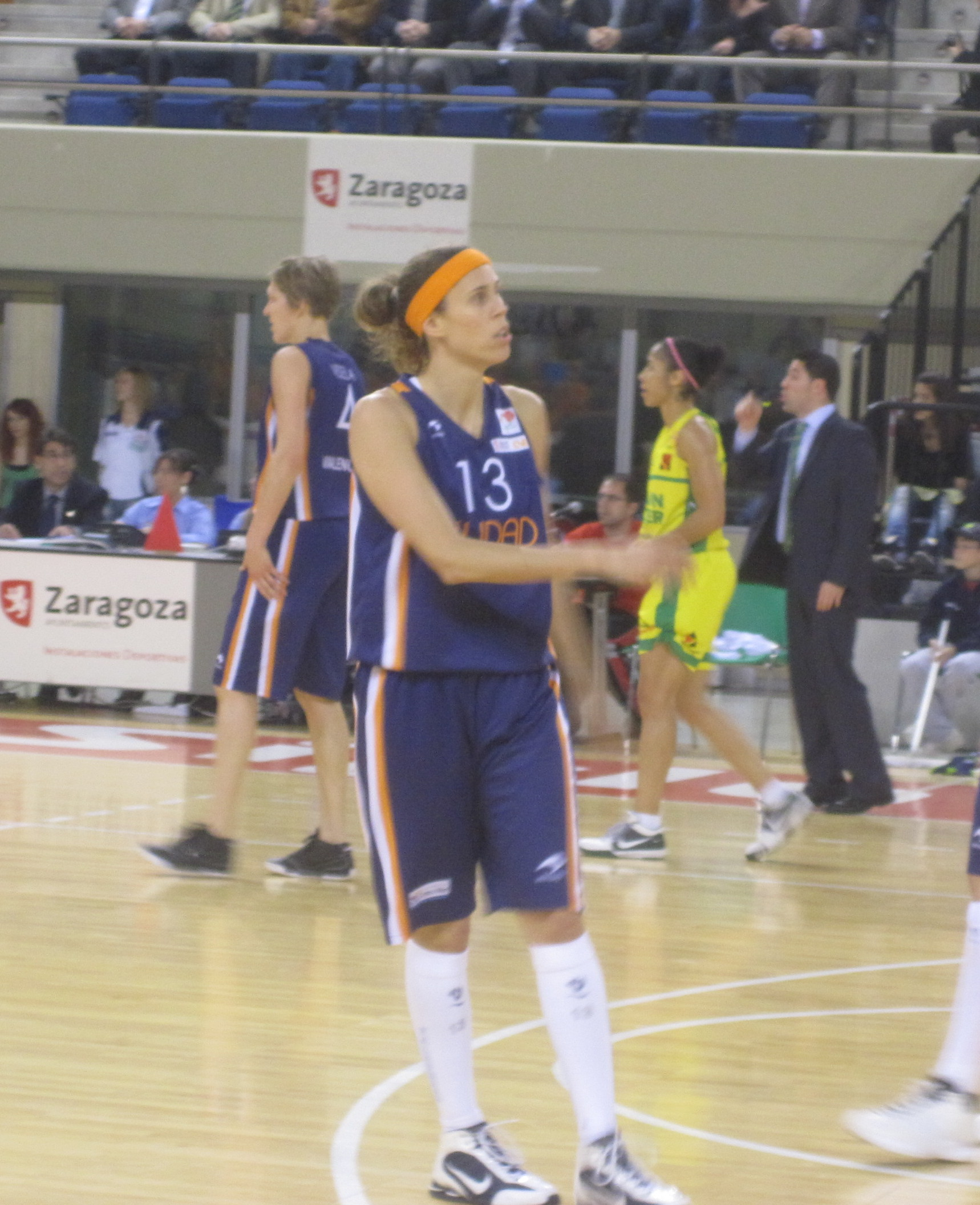
Амайя Вальдеморо, 30-й номер драфта

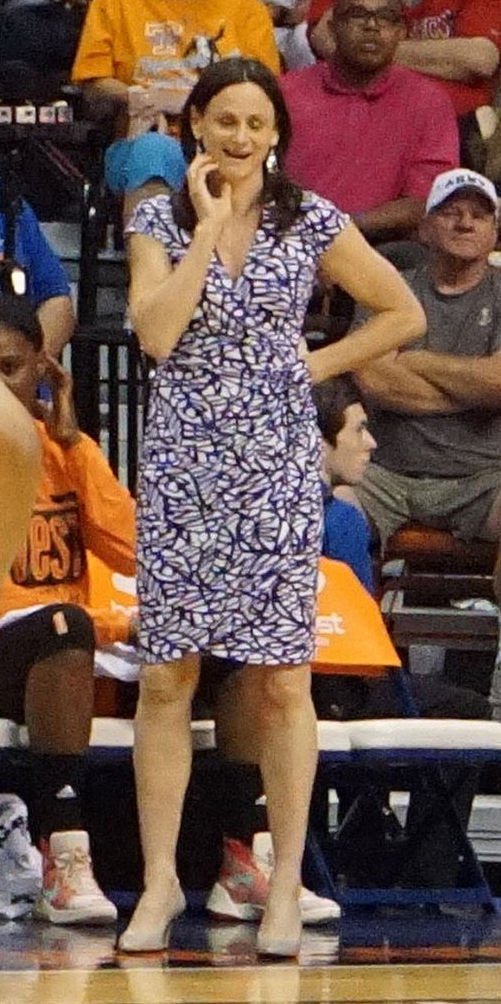
Сэнди Бронделло, 34-й номер драфта

| Выбор | Игрок           | Позиция             | Гражданство     | Команда драфта      | Университет/ Бывшая команда                |
| ----- | --------------- | ------------------- | --------------- | ------------------- | ------------------------------------------ |
| 1     | Марго Дыдек     | Центровая           | Польша          | Юта Старз           | Пул Хетафе                                 |
| 2     | Тиша Пенишейру  | Защитник            | Португалия      | Сакраменто Монархс  | Университет Старого Доминиона              |
| 3     | Мюрриел Пейдж   | Форвард / Центровая | США             | Вашингтон Мистикс   | Флоридский университет                     |
| 4     | Кори Хледе      | Защитник            | Хорватия        | Детройт Шок         | Университет Дюкейн                         |
| 5     | Эллисон Фистер  | Форвард             | США / · Франция | Лос-Анджелес Спаркс | Гарвардский университет                    |
| 6     | Синди Блоджетт  | Защитник            | США             | Кливленд Рокерс     | Университет Мэна                           |
| 7     | Трейси Рид      | Форвард / Защитник  | США             | Шарлотт Стинг       | Университет Северной Каролины в Чапел-Хилл |
| 8     | Мария Степанова | Центровая           | Россия          | Финикс Меркури      | ЦСКА (Москва)                              |
| 9     | Алисия Томпсон  | Центровая           | США             | Нью-Йорк Либерти    | Технологический университет Техаса         |
| 10    | Полина Цекова   | Форвард / Центровая | Болгария        | Хьюстон Кометс      | Тарб Жесп Бигор                            |

### Второй раунд
| Выбор | Игрок            | Позиция             | Гражданство | Команда драфта      | Университет/ Бывшая команда    |
| ----- | ---------------- | ------------------- | ----------- | ------------------- | ------------------------------ |
| 11    | Олимпия Скотт    | Форвард / Центровая | США         | Юта Старз           | Стэнфордский университет       |
| 12    | Танджела Смит    | Форвард / Центровая | США         | Сакраменто Монархс  | Айовский университет           |
| 13    | Рита Уильямс     | Защитник            | США         | Вашингтон Мистикс   | Университет Коннектикута       |
| 14    | Рэйчел Спорн     | Форвард             | Австралия   | Детройт Шок         | Аделаида Лайтнинг (ЖНБЛ)       |
| 15    | Октавия Блю      | Форвард             | США         | Лос-Анджелес Спаркс | Университет Майами             |
| 16    | Сьюзи Макконнелл | Защитник            | США         | Кливленд Рокерс     | Университет штата Пенсильвания |
| 17    | Кристи Смит      | Защитник            | США         | Шарлотт Стинг       | Арканзасский университет       |
| 18    | Андреа Куклова   | Защитник / Форвард  | Словакия    | Финикс Меркури      | Тарб Жесп Бигор                |
| 19    | Надин Домонд     | Защитник            | США         | Нью-Йорк Либерти    | Айовский университет           |
| 20    | Найри Робертс    | Центровая           | США         | Хьюстон Кометс      | Университет Старого Доминиона  |

### Третий раунд
| Выбор | Игрок            | Позиция            | Гражданство | Команда драфта      | Университет/ Бывшая команда                     |
| ----- | ---------------- | ------------------ | ----------- | ------------------- | ----------------------------------------------- |
| 21    | Латоня Джонсон   | Форвард            | США         | Юта Старз           | Университет Мемфиса                             |
| 22    | Кваси Барнс      | Центровая          | США         | Сакраменто Монархс  | Индианский университет в Блумингтоне            |
| 23    | Анджела Хэмблин  | Защитник / Форвард | США         | Вашингтон Мистикс   | Айовский университет                            |
| 24    | Гергена Бранзова | Форвард            | Болгария    | Детройт Шок         | Флоридский международный университет            |
| 25    | Рехема Стивенс   | Защитник           | США         | Лос-Анджелес Спаркс | Калифорнийский университет в Лос-Анджелесе      |
| 26    | Таня Костич      | Форвард            | Швеция      | Кливленд Рокерс     | Университет штата Орегон / Портленд Пауэр (АБЛ) |
| 27    | Поллианна Джонс  | Центровая          | США         | Шарлотт Стинг       | Мичиганский университет                         |
| 28    | Брэнди Рид       | Форвард            | США         | Финикс Меркури      | Университет Южного Миссисипи                    |
| 29    | Альбена Бранзова | Форвард            | Болгария    | Нью-Йорк Либерти    | Флоридский международный университет            |
| 30    | Амайя Вальдеморо | Форвард            | Испания     | Хьюстон Кометс      | Пул Хетафе                                      |

### Четвёртый раунд
| Выбор | Игрок           | Позиция            | Гражданство | Команда драфта      | Университет/ Бывшая команда                |
| ----- | --------------- | ------------------ | ----------- | ------------------- | ------------------------------------------ |
| 31    | Трисия Бадер    | Защитник           | США         | Юта Старз           | Университет штата Айдахо в Бойсе           |
| 32    | Адиа Барнс      | Форвард            | США         | Сакраменто Монархс  | Аризонский университет                     |
| 33    | Анджела Джексон | Центровая          | США         | Вашингтон Мистикс   | Техасский университет в Остине             |
| 34    | Сэнди Бронделло | Защитник           | Австралия   | Детройт Шок         | БТВ Вупперталь                             |
| 35    | Эрика Кинаст    | Форвард            | США         | Лос-Анджелес Спаркс | Калифорнийский университет в Санта-Барбаре |
| 36    | Тэмми Дженкинс  | Центровая          | США         | Кливленд Рокерс     | Университет Джорджии                       |
| 37    | Соня Чейз       | Защитник           | США         | Шарлотт Стинг       | Мэрилендский университет в Колледж-Парке   |
| 38    | Карен Уилкинс   | Защитник / Форвард | США         | Финикс Меркури      | Говардский университет                     |
| 39    | Ванесса Найгорд | Форвард            | США         | Нью-Йорк Либерти    | Стэнфордский университет                   |
| 40    | Моника Лэмб     | Центровая          | США         | Хьюстон Кометс      | Университет Южной Калифорнии               |

## Комментарии
1. ↑  Сэнди Бронделло является баскетболисткой с самым низким драфтом ВНБА из четырёх раундов, которая участвовала в Матче всех звёзд.